# Super Methane Brothers
Super Methane Brothers — аркада-платформер, выпущенная на Amiga в 1993 году фирмой Apache Software Ltd. Игровой процесс схож с Bubble Bobble компании Taito.
Братья Puff и Blow, вооружённые Метановыми Газомётами, выстреливают в противников парализующий газ. Поражённый противник, окружённый облачком газа, некоторое время летает с небольшой скоростью вокруг точки попадания, будучи при этом беззащитным и уязвимым, пока газ не рассеется, после чего он падает и возобновляет свою обычную деятельность, как правило, связанную с попытками навредить Братьям (к концу игры всё более и более целенаправленную). За это время находящегося «под газом» врага можно засосать вместе с ним обратно в Газомёт и выстрелить им в любое вертикальное препятствие. Противник разбивается об него и разлетается на всевозможную забавную дребедень вроде заводных паровозиков и резиновых уточек, которые Братья ловят для получения очков, причём эта катавасия сопровождается свистом, кряканьем и прочими звуками. Босс (зелёная ящерица) не поддаётся такому лёгкому обезвреживанию — в него необходимо неоднократно стрелять из всё той же пневматической пушки круглым чёрным ядром-гирей.
Игра была портирована на Microsoft Windows, Linux и RISC OS, лицензия изменена владельцем прав Apache Software Ltd на GPL.

## Восприятие
Стив МакГилл из Amiga Power в своём обзоре хвалит игру за легкость в освоении, графическое исполнение и хорошую графику, но критикует игру за неглубокий игровой процесс и однообразие.